# India az 1960. évi nyári olimpiai játékokon
India az olaszországi Rómában megrendezett 1960. évi nyári olimpiai játékok egyik részt vevő nemzete volt. Az országot az olimpián 6 sportágban 45 sportoló képviselte, akik összesen 1 érmet szereztek.

## Érmesek
| Érem  | Versenyző | Sportág   | Versenyszám |
| ----- | --- | --------- | ----------- |
| Ezüst | Nemzeti válogatott Joseph Antic Leslie Claudius Mohinder Lal Jaman Lal Sharma Shankar Laxman John Peter Govind Sawant Jaswant Singh Joginder Singh Prithipal Singh Udham Szingh Raghbír Szingh Bhola Csarandzsit Szingh | Gyeplabda | Férfi       |

## Atlétika
Férfi
| Versenyző       | Versenyszám     | Előfutam | Előfutam | Negyeddöntő | Negyeddöntő | Elődöntő | Elődöntő | Döntő     | Döntő    |
| Versenyző       | Versenyszám     | Idő      | Hely.    | Idő         | Hely.       | Idő      | Hely.    | Idő       | Helyezés |
| --------------- | --------------- | -------- | -------- | ----------- | ----------- | -------- | -------- | --------- | -------- |
| Raj Joshi Tilak | 100 m           | 11,3     | 7.       | kiesett     | kiesett     | kiesett  | kiesett  | kiesett   | kiesett  |
| Milkha Singh    | 400 m           | 47,6     | 2.       | 46,5        | 2.          | 45,9     | 2.       | 45,6      | 4.       |
| Jagmohan Singh  | 110 m gát       | 15,2     | 5.       | kiesett     | kiesett     | kiesett  | kiesett  | kiesett   | kiesett  |
| Ranjit Bhatia   | 5000 m          | 15:06,6  | 11.      |             |             |          |          | kiesett   | kiesett  |
| Ranjit Bhatia   | Maraton         |          |          |             |             |          |          | 2:57:06,0 | 60.      |
| Lal Chand       | Maraton         |          |          |             |             |          |          | 2:32:13,0 | 40.      |
| Jagmal Singh    | Maraton         |          |          |             |             |          |          | 2:35:01,0 | 45.      |
| Ajit Singh      | 20 km gyaloglás |          |          |             |             |          |          | kizárták  | kizárták |
| Ajit Singh      | 50 km gyaloglás |          |          |             |             |          |          | 4:47:28,4 | 15.      |
| Zora Singh      | 50 km gyaloglás |          |          |             |             |          |          | 4:37:44,6 | 8.       |
| Zora Singh      | 20 km gyaloglás |          |          |             |             |          |          | 1:43:19,8 | 20.      |

| Versenyző                | Versenyszám | Selejtező | Selejtező | Döntő    | Döntő    |
| Versenyző                | Versenyszám | Eredmény  | Helyezés  | Eredmény | Helyezés |
| ------------------------ | ----------- | --------- | --------- | -------- | -------- |
| Gurbachan Singh Randhawa | Magasugrás  | 190 cm    | 29.       | kiesett  | kiesett  |
| B. V. Satyanarayan       | Távolugrás  | 708 cm    | 30.       | kiesett  | kiesett  |
| Virsa Singh              | Távolugrás  | 670 cm    | 44.       | kiesett  | kiesett  |

| Versenyző                | Versenyszám | 100 m | 100 m | Távolugrás | Távolugrás | Súlylökés | Súlylökés | Magasugrás | Magasugrás | 400 m | 400 m | 110 m gát | 110 m gát | Diszkoszvetés    | Diszkoszvetés    | Rúdugrás      | Rúdugrás      | Gerelyhajítás | Gerelyhajítás | 1500 m        | 1500 m        | Végeredmény   | Végeredmény   |
| Versenyző                | Versenyszám | Idő   | Pont  | Eredmény   | Pont       | Eredmény  | Pont      | Eredmény   | Pont       | Idő   | Pont  | Idő       | Pont      | Eredmény         | Pont             | Eredmény      | Pont          | Eredmény      | Pont          | Idő           | Pont          | Pont          | Helyezés      |
| ------------------------ | ----------- | ----- | ----- | ---------- | ---------- | --------- | --------- | ---------- | ---------- | ----- | ----- | --------- | --------- | ---------------- | ---------------- | ------------- | ------------- | ------------- | ------------- | ------------- | ------------- | ------------- | ------------- |
| Gurbachan Singh Randhawa | Tízpróba    | 11,6  | 707   | 687 cm     | 746        | 11,35 m   | 528       | 190 cm     | 900        | 52,0  | 702   | 16,4      | 523       | nem állt rajthoz | nem állt rajthoz | nem ért célba | nem ért célba | nem ért célba | nem ért célba | nem ért célba | nem ért célba | nem ért célba | nem ért célba |

## Birkózás
Szabadfogású
| Versenyző    | Versenyszám | 1. forduló                     | 1. forduló | 1. forduló | 2. forduló                          | 2. forduló | 2. forduló | 3. forduló                      | 3. forduló | 3. forduló | 4. forduló                      | 4. forduló | 4. forduló | 5. forduló        | 5. forduló | 5. forduló | 6. forduló        | 6. forduló | 6. forduló | Döntő             | Döntő   | Döntő   | Helyezés |
| Versenyző    | Versenyszám | Ellenfél Eredmény              | Pont       | Hely.      | Ellenfél Eredmény                   | Pont       | Hely.      | Ellenfél Eredmény               | Pont       | Hely.      | Ellenfél Eredmény               | Pont       | Hely.      | Ellenfél Eredmény | Pont       | Hely.      | Ellenfél Eredmény | Pont       | Hely.      | Ellenfél Eredmény | Pont    | Hely.   | Helyezés |
| ------------ | ----------- | ------------------------------ | ---------- | ---------- | ----------------------------------- | ---------- | ---------- | ------------------------------- | ---------- | ---------- | ------------------------------- | ---------- | ---------- | ----------------- | ---------- | ---------- | ----------------- | ---------- | ---------- | ----------------- | ------- | ------- | -------- |
| Sunder Shiam | 62 kg       | Joseph Mewis (BEL) · kétvállas | 4          | =18.       | visszalépett                        | 4          | 25.        | kiesett                         | kiesett    | kiesett    | kiesett                         | kiesett    | kiesett    | kiesett           | kiesett    | kiesett    | kiesett           | kiesett    | kiesett    | kiesett           | kiesett | kiesett | 25.      |
| Parkash Gian | 67 kg       | Shelby Wilson (USA) · 3-1      | 3          | =13.       | José Yañez (CUB) · 1-3              | 4          | =12.       | Martti Peltoniemi (FIN) · 3-1   | 7          | 15.        | kiesett                         | kiesett    | kiesett    | kiesett           | kiesett    | kiesett    |                   |            |            | kiesett           | kiesett | kiesett | 15.      |
| Udey Chand   | 73 kg       | Joseph Feeney (IRL) · 1-3      | 1          | =7.        | Vahtang Balavadze (URS) · 3-1       | 4          | =9.        | İsmail Oğan (TUR) · kétvállas   | 8          | =14.       | kiesett                         | kiesett    | kiesett    | kiesett           | kiesett    | kiesett    |                   |            |            | kiesett           | kiesett | kiesett | 14.      |
| Madho Singh  | 79 kg       | Alan Butts (GBR) · kétvállas   | 0          | =1.        | Germano Caraffini (ITA) · kétvállas | 0          | =1.        | Hans Antonsson (SWE) · 3-1      | 3          | =2.        | Georgij Szhirtladze (URS) · 3-1 | 6          | =5.        |                   |            |            |                   |            |            | kiesett           | kiesett | kiesett | 5.       |
| Sajan Singh  | 87 kg       | Antonio Marcucci (ITA) · 1-3   | 1          | =5.        | Dieter Rauchbach (EUA) · kétvállas  | 1          | =2.        | Gurics György (HUN) · kétvállas | 5          | =6.        | Viking Palm (SWE) · 3-1         | 8          | 7.         | kiesett           | kiesett    | kiesett    |                   |            |            | kiesett           | kiesett | kiesett | 7.       |

## Gyeplabda
| Indiai férfi gyeplabdacsapat-játékoskeret                                                                        | Indiai férfi gyeplabdacsapat-játékoskeret                                                                     |
| --- | --- |
| - Joseph Antic - Leslie Claudius - Mohinder Lal - Jaman Lal Sharma - Shankar Laxman - John Peter - Govind Sawant | - Jaswant Singh - Joginder Singh - Prithipal Singh - Udham Szingh - Raghbír Szingh Bhola - Csarandzsit Szingh |

### Eredmények
| Színmagyarázat                                                                                           |
| --- |
| A csoportok első két helyezettje bejutott a negyeddöntőbe.                                               |
| A csoportok harmadik helyezettjei a 9–12. helyért, a negyedik helyezettjei a 13–16. helyért játszhattak. |

Csoportkör
A csoport
| Csapat          | M | Gy | D | V | G+ | G– | Gk  | P |
| --------------- | - | -- | - | - | -- | -- | --- | - |
| India (IND)     | 3 | 3  | 0 | 0 | 17 | 1  | +16 | 6 |
| Új-Zéland (NZL) | 3 | 1  | 1 | 1 | 5  | 5  | 0   | 3 |
| Hollandia (NED) | 3 | 1  | 1 | 1 | 6  | 7  | –1  | 3 |
| Dánia (DEN)     | 3 | 0  | 0 | 3 | 3  | 18 | –15 | 0 |

| 1960. augusztus 27. 15:00 | India (IND)                                                                       | 10 – 0  | Dánia (DEN) | Stadio dei Marmi Játékvezetők: McIldowie (RSA), Whitelaw (GBR) |
| 1960. augusztus 27. 15:00 | P. Singh 1', 15', 16' · Bhola 22', 31', 67' · Peter 66', 67' · Ja. Singh 43', 64' | (5 – 0) |             | Stadio dei Marmi Játékvezetők: McIldowie (RSA), Whitelaw (GBR) |

| 1960. augusztus 30. 16:30 | India (IND)                                   | 4 – 1   | Hollandia (NED)        | Stadio dei Marmi Játékvezetők: de Bourguignon (BEL), Asselman (BEL) |
| 1960. augusztus 30. 16:30 | Ja. Singh 26' · Bhola 63' · P. Singh 66', 69' | (1 – 1) | Theo van Vroonhoven 9' | Stadio dei Marmi Játékvezetők: de Bourguignon (BEL), Asselman (BEL) |

| 1960. szeptember 2. 16:30 | India (IND)                          | 3 – 0   | Új-Zéland (NZL) | Olympic Velodrome Játékvezetők: McIldowie (RSA), Whitelaw (GBR) |
| 1960. szeptember 2. 16:30 | Bhola 8' · Peter 57' · Ja. Singh 70' | (1 – 0) |                 | Olympic Velodrome Játékvezetők: McIldowie (RSA), Whitelaw (GBR) |

Negyeddöntő
| 1960. szeptember 5. 09:00 | India (IND) | 1 – 0   | Ausztrália (AUS) | Olympic Velodrome Játékvezetők: Whitelaw (GBR), MacIldowie (RSA) |
| 1960. szeptember 5. 09:00 | Bhola 92'   | (0 – 0) |                  | Olympic Velodrome Játékvezetők: Whitelaw (GBR), MacIldowie (RSA) |

- A győztes gól a második hosszabbításban esett.

Elődöntő
| 1960. szeptember 7. 15:30 | India (IND)  | 1 – 0   | Nagy-Britannia (GBR) | Olympic Velodrome Játékvezetők: Elgershuizen (NED), Schinner (GER) |
| 1960. szeptember 7. 15:30 | U. Singh 16' | (1 – 0) |                      | Olympic Velodrome Játékvezetők: Elgershuizen (NED), Schinner (GER) |

Döntő
| 1960. szeptember 9. 15:30 | Pakisztán (PAK) | 1 – 0   | India (IND) | Olympic Velodrome Játékvezetők: MacDowell (AUS), Massart (BEL) |
| 1960. szeptember 9. 15:30 | Bunda 6'        | (1 – 0) |             | Olympic Velodrome Játékvezetők: MacDowell (AUS), Massart (BEL) |

| Csapat      | Helyezés |
| ----------- | -------- |
| India (IND) |          |

## Labdarúgás
| Indiai labdarúgócsapat-játékoskeret                                                                                       | Indiai labdarúgócsapat-játékoskeret                                                                                |
| --- | --- |
| - Tulsidas Balaram - P. K. Banerjee - Menon Chandrasekhar - Subimal Goswami - Dhillon Singh Jarnail - Dharmalingam Kannan | - Mariappa Kempaiah - Youssef Khan - Sheikh Abdul Latif - Simon Sunder Raj - Bahadur Chettri Ram - Peter Thangaraj |

### Eredmények
Csoportkör
D csoport
| Csapat        | M | Gy | D | V | G+ | G– | Gk  | P |
| ------------- | - | -- | - | - | -- | -- | --- | - |
| Magyarország  | 3 | 3  | 0 | 0 | 15 | 3  | +12 | 6 |
| Franciaország | 3 | 1  | 1 | 1 | 3  | 9  | –6  | 3 |
| Peru          | 3 | 1  | 0 | 2 | 6  | 9  | –3  | 2 |
| India         | 3 | 0  | 1 | 2 | 3  | 6  | –3  | 1 |

| 1960. augusztus 26. 16:00 |

| Magyarország (HUN)    | 2–1               | India       |
| --------------------- | ----------------- | ----------- |
| Göröcs 23' Albert 56' | (1–0) Jegyzőkönyv | Balaram 79' |

| L’Aquila Játékvezető: Ben Saïd (tunéziai) |

| 1960. augusztus 29. 21:00 |

| Franciaország (FRA) | 1–1               | India        |
| ------------------- | ----------------- | ------------ |
| Coinçon 82'         | (0–0) Jegyzőkönyv | Banerjee 71' |

| Grosseto Játékvezető: Morgan (kanadai) |

| 1960. szeptember 1. 21:00 |

| Peru (PER)                | 3–1               | India       |
| ------------------------- | ----------------- | ----------- |
| Nieri 27' 53' Iwasaki 85' | (1–0) Jegyzőkönyv | Balaram 88' |

| Pescara Játékvezető: Imam (egyesült arab emírségekbeli) |

| Csapat      | Helyezés |
| ----------- | -------- |
| India (IND) | 12.      |

## Sportlövészet
Férfi
| Versenyző         | Versenyszám          | Selejtező  | Selejtező  | Döntő   | Döntő    |
| Versenyző         | Versenyszám          | Pont       | Helyezés   | Pont    | Helyezés |
| ----------------- | -------------------- | ---------- | ---------- | ------- | -------- |
| Paul Cheema Singh | Gyorstüzelő pisztoly |            |            | 434     | 57.      |
| Keshav Sen        | Trap                 | nincs adat | nincs adat | kiesett | kiesett  |
| Karni Singh       | Trap                 | 89         | =17.       | 183     | =8.      |

## Súlyemelés
| Versenyző       | Versenyszám | Nyomás   | Nyomás   | Szakítás | Szakítás | Lökés    | Lökés    | Összesen | Helyezés |
| Versenyző       | Versenyszám | Eredmény | Helyezés | Eredmény | Helyezés | Eredmény | Helyezés | Összesen | Helyezés |
| --------------- | ----------- | -------- | -------- | -------- | -------- | -------- | -------- | -------- | -------- |
| Laxmi Kanta Das | 60 kg       | 90,0     | =17.     | 95,0     | =13.     | 130,0    | =8.      | 315,0    | 12.      |